# Stratification (Monte-Carlo)
 (décembre 2023).
Si vous disposez d'ouvrages ou d'articles de référence ou si vous connaissez des sites web de qualité traitant du thème abordé ici, merci de compléter l'article en donnant les références utiles à sa vérifiabilité et en les liant à la section « Notes et références ».
Pour les articles homonymes, voir Stratification.
En analyse, la stratification est une méthode de réduction de la variance qui peut être utilisée dans la méthode de Monte-Carlo. L'idée sous-jacente à la stratification est de décomposer le domaine d'intégration en sous-domaines, auxquels on associe une probabilité selon la fonction qu'on souhaite estimer.

## Théorie

### En Monte-Carlo
On souhaite estimer une quantité G, qui s'exprime sous la forme d'une intégrale :
On considère ici une intégration en dimension 1, mais on peut généraliser à une dimension quelconque.
Le principe de base des méthodes de Monte-Carlo est de voir l'intégrale précédente comme 
où X est une variable aléatoire uniformément distribuée sur [a ; b] et {\displaystyle f_{X}(\cdot )={\frac {1}{b-a}}} sa densité.
Si on dispose d'un échantillon {\displaystyle (x_{1},x_{2},\cdots ,x_{N})}, indépendant et identiquement distribué (i.i.d.) selon {\displaystyle {\mathcal {U}}([a;b])}, on peut estimer G par :
Il s'agit d'un estimateur de G non-biaisé (c'est-à-dire que {\displaystyle \mathbb {E} ({\hat {g}}_{N})=G}) et consistant (d'après la loi des grands nombres). Sa variance est :
avec {\displaystyle \sigma _{g}^{2}} la variance de la variable aléatoire {\displaystyle g(X)}
L'erreur commise est alors une valeur aléatoire, suivant approximativement une loi normale centrée et de variance {\textstyle \mathrm {Var} (g(X))={\frac {\sigma _{g}^{2}}{N}}}.

#### Principe de la stratification
L'idée principale de la stratification est de calculer l'intégrale sur une partition de l'intervalle [a ; b], qu'on précisera plus tard :
{\displaystyle G=\int _{a}^{b}g(x)\,{\mbox{d}}x=\sum _{k=0}^{m}\int _{a_{k}}^{a_{k+1}}g(x)\,{\mbox{d}}x,\quad a=a_{0}<a_{1}<\ldots <a_{m}<a_{m+1}=b.}
Ainsi, l'intégrale se réécrit comme une somme de probabilités conditionnelles :
{\displaystyle G=(b-a)\,\mathbb {E} (g(X))=(b-a)\,\sum _{k=0}^{m}\mathbb {E} (g(X\mid X\in [a_{k},a_{k+1}]))\mathbb {P} (X\in [a_{k},a_{k+1}]).}
En supposant que chaque loi conditionnelle de X soit simulable, et que chaque valeur {\textstyle p_{k}=\mathbb {P} (X\in [a_{k},a_{k+1}])} soit connue, on peut donc calculer chaque sous-intégrale par une méthode de Monte-Carlo à Nk tirages, soit :
{\displaystyle \forall k\in \{0;m\},G_{k}=\mathbb {E} (g(X\mid X\in [a_{k},a_{k+1}]))\approx {\widehat {G_{k}}}={\frac {1}{N_{k}}}\sum _{j=0}^{N_{k}}g(X_{j}^{(i)}).}

#### Estimation de l'erreur
On a ainsi une erreur égale à 
{\displaystyle e=G-\sum _{k=0}^{m}p_{k}{\widehat {G_{k}}}=\sum _{k=0}^{m}p_{k}(G_{k}-{\widehat {G_{k}}}).}
Pour de grands tirages, chaque terme de l'erreur peut être approchée par une loi normale centrée. En observant que :
{\displaystyle {\begin{aligned}\mathrm {Var} (g(X)\mid X\in [a_{k},a_{k+1}])&=\mathbb {E} \left(\left[g(X)-\mathbb {E} \left(g(X)\mid X\in [a_{k},a_{k+1}]\right)\right]^{2}\mid X\in [a_{k},a_{k+1}]\right)\\&={\frac {1}{p_{k}}}\mathbb {E} \left(\left[g(X)-\mathbb {E} \left(g(X)\mid X\in [a_{k},a_{k+1}]\right)\right]^{2}1\!\!1_{[a_{k},a_{k+1}]}(X)\right)\\&={\frac {1}{p_{k}}}\mathbb {E} \left[g(X)^{2}1\!\!1_{[a_{k},a_{k+1}]}(X)\right]-{\frac {1}{p_{k}^{2}}}\mathbb {E} \left[g(X)1\!\!1_{[a_{k},a_{k+1}]}(X)\right]^{2},\end{aligned}}}
on peut en déduire que la variance de l'erreur approche {\textstyle \sum _{k=0}^{m}{\frac {p_{k}^{2}\sigma _{k}^{2}}{N_{k}}}}.
Il suffit de vérifier qu'on a bien l'inégalité {\displaystyle \mathrm {Var} (g(X))\geqslant \mathrm {Var} ({\widehat {G}})} pour conclure à l'efficacité de la technique de réduction de la variance.

#### Méthodes de stratification
L'objectif est de réduire le nombre de tirages {\displaystyle N=N_{0}+\ldots +N_{m}}.
Une méthode simple est la stratification uniforme, réalisée en s'assurant que {\displaystyle p_{0}=p_{1}=\ldots =p_{m}}.
On peut également chercher à optimiser la stratification en minimisant la variance conditionnelle. Une étude de la variance montre qu'elle atteint son minimum pour
{\displaystyle \forall k\in \{0;m\},N_{k}=N{\frac {p_{k}\sigma _{k}}{\sum _{l=0}^{m}p_{l}\sigma _{l}}}}
soit un minimum égal à {\displaystyle \sigma ^{2}=\sum _{k=0}^{m}p_{k}^{2}\sigma _{k}^{2}{\frac {\sum _{l=0}^{m}p_{l}\sigma _{l}}{np_{k}\sigma _{k}}}={\frac {1}{n}}\left(\sum _{k=0}^{m}p_{k}\sigma _{k}\right)^{2}}